# Taylor Phinney
Taylor Phinney (Boulder, 27 giugno 1990) è un ex ciclista su strada e pistard statunitense. È stato due volte iridato su pista nell'inseguimento individuale (2009 e 2010), campione del mondo Under-23 a cronometro nel 2010 e professionista su strada dal 2011 al 2019.

## Carriera

### Gli esordi e le vittorie su pista
Figlio dell'ex ciclista professionista Davis Phinney e dell'olimpionica di ciclismo Connie Carpenter, Taylor Phinney iniziò a gareggiare nel ciclismo all'età di 15 anni, militando nella selezione giovanile del Team Slipstream. Si mise in luce ai campionati del mondo juniores su strada di Aguascalientes, nell'agosto del 2007, quando vinse il titolo iridato nella cronometro individuale. Nello stesso anno si aggiudicò una tappa e la vittoria finale del Tour de l'Abitibi in Canada.
Nelle stagioni seguenti partecipò ai maggiori eventi di ciclismo su pista, tra cui campionati mondiali e coppa del mondo. Nel 2008 concluse ottavo nella prova dell'inseguimento individuale ai Giochi olimpici di Pechino. Più tardi, nello stesso anno, vinse la medaglia d'oro ai campionati statunitensi su pista nelle specialità del chilometro da fermo, dell'inseguimento individuale e di quello a squadre. Il 24 settembre 2008 venne annunciato il suo trasferimento tra le file della Trek-Livestrong, la formazione Continental Under-23 creata da Lance Armstrong. Nel 2009 Phinney continuò l'attività su pista, aggiudicandosi il titolo mondiale nell'inseguimento individuale a Pruszków, seguito dall'argento nel chilometro a cronometro. Su strada fece invece sua la Parigi-Roubaix Espoirs, prova riservata agli Under-23 e valida per il calendario UCI Europe Tour.
L'anno successivo, ai mondiali su pista di Ballerup, confermò il titolo iridato nell'inseguimento, vincendo anche il bronzo nell'omnium. Su strada vinse nuovamente la Parigi-Roubaix Espoirs, e conseguì successi in numerose corse a tappe riservate agli Under-23, come l'Olympia's Tour e il Tour de l'Avenir, oltre a conquistare il titolo nazionale assoluto a cronometro. Nell'agosto del 2010 debuttò da stagista con la divisa del Team RadioShack, gareggiando al Post Danmark Rundt, mentre nel finale di stagione partecipò ai campionati del mondo di Melbourne, vincendo il titolo iridato nella cronometro Under-23 e il bronzo nella prova in linea, a pari merito con il canadese Guillaume Boivin.

### 2011-2013: il debutto nel professionismo su strada
Già il 22 settembre 2010 la BMC Racing Team aveva annunciato di aver messo sotto contratto Phinney per la stagione 2011, consentendogli il salto nel professionismo. Nel 2011 Phinney partecipa così, tra le altre corse, al Tour de Romandie (si classificò secondo nel prologo), al Giro d'Austria e all'Eneco Tour: proprio in quest'ultima competizione, valida per l'UCI World Tour, ottiene il primo successo da pro aggiudicandosi il prologo di Amersfoort. È poi al via della Vuelta a España, ma non la conclude.
Nel 2012 debutta al Giro d'Italia, aggiudicandosi la vittoria nella prima tappa di Herning, una cronometro di 8,7 km, e indossando la prima maglia rosa della corsa (la terrà per tre giorni). Partecipa poi ai Giochi olimpici di Londra – si classifica quarto sia nella prova in linea che in quella a cronometro – e a fine stagione ottiene la medaglia d'argento a cronometro Elite ai campionati del mondo di Valkenburg, battuto dal solo Tony Martin. Durante l'anno vince anche la cronometro conclusiva della USA Pro Cycling Challenge in Colorado.
L'anno dopo, sempre in maglia BMC, si classifica terzo al Tour of Qatar, settimo alla Milano-Sanremo e terzo al Giro di Toscana; nel finale di annata vince la quarta tappa del Tour de Pologne, e si piazza poi quinto a cronometro ai campionati del mondo di Firenze. Comincia la stagione 2014 con il successo nella graduatoria generale del Dubai Tour; in quella gara vince anche la prima tappa, una cronometro di 10,1 km, e si classifica terzo nella seconda.

### 2014-2016: l'incidente ai campionati nazionali e il rientro alle gare
Inizia bene la stagione 2014 vincendo la cronometro e la classifica finale del Dubai Tour e, successivamente, una tappa al Tour of California. Dopo essersi imposto ai campionati nazionali a cronometro si presenta al via della prova in linea di Chattanooga tra i favoriti. Durante la discesa da Lookout Mountain cade, andando a sbattere contro il guardrail, fratturandosi tibia e perone e procurandosi una lesione al ginocchio. I tempi di recupero sono molto lunghi e permettono a Phinney di esplorare la sua vocazione per la pittura; il rientro agonistico avviene nell'agosto 2015, al Tour of Utah. Pochi giorni dopo, alla USA Pro Cycling Challenge, vince in volata la prima tappa e veste, per un giorno, la maglia di leader. Nel finale di stagione si laurea campione del mondo della cronometro a squadre con la BMC.
All'Eneco Tour 2016 disputa una buona cronometro individuale e vince, con la BMC, quella a squadre; si presenta così al via dell'ultima frazione secondo in classifica a 16" dal compagno Rohan Dennis. Quest'ultimo viene coinvolto in una caduta che lo porta al ritiro e Phinney, ancora nel gruppo di testa, diventa virtualmente il capoclassifica. Tuttavia, nel finale, non riesce a tenere le ruote dei migliori perdendo quasi due minuti da Niki Terpstra, che vince la classifica, retrocedendo al 14º posto in graduatoria generale finale.

## Palmarès

### Strada
- 2007 (Team Slipstream-Chipotle powered by H30, tre vittorie)

Campionati del mondo, Prova a cronometro Juniores
Prologo Tour de l'Abitibi
Classifica generale Tour de l'Abitibi
- 2008 (VMG-Felt U23 Team, una vittoria)

3ª tappa, 2ª semitappa Tour du Pays de Vaud
- 2009 (Trek-Livestrong, due vittorie)

Prologo Flèche du Sud
Paris-Roubaix Espoirs
- 2010 (Trek-Livestrong, tredici vittorie)

2ª tappa, 2ª semitappa Le Triptyque des Monts et Châteaux
4ª tappa Tour of the Gila
Prologo Olympia's Tour
1ª tappa Olympia's Tour
2ª tappa Olympia's Tour
6ª tappa Olympia's Tour (cronometro)
Classifica generale Olympia's Tour
Paris-Roubaix Espoirs
Prologo Tour of Utah
3ª tappa Tour of Utah (cronometro)
Prologo Tour de l'Avenir
Campionati statunitensi, Prova a cronometro
Campionati del mondo, Prova a cronometro Under-23
- 2011 (BMC Racing Team, una vittoria)

Prologo Eneco Tour (Amersfoort, cronometro)
- 2012 (BMC Racing Team, due vittorie)

1ª tappa Giro d'Italia (Herning, cronometro)
7ª tappa USA Pro Cycling Challenge (Denver, cronometro)
- 2013 (BMC Racing Team, una vittoria)

4ª tappa Tour de Pologne (Tarnów > Katowice)
- 2014 (BMC Racing Team, quattro vittorie)

1ª tappa Dubai Tour (Dubai, cronometro)
Classifica generale Dubai Tour
5ª tappa Tour of California (Pismo Beach > Santa Barbara)
Campionati statunitensi, Prova a cronometro
- 2015 (BMC Racing Team, una vittoria)

1ª tappa USA Pro Cycling Challenge (Steamboat Springs > Steamboat Springs)
- 2016 (BMC Racing Team, una vittoria)

Campionati statunitensi, Prova a cronometro

#### Altri successi
- 2007 (Team Slipstream-Chipotle powered by H30)

2ª tappa Tour de l'Abitibi (cronosquadre)
- 2012 (BMC Racing Team)

1ª tappa Giro del Trentino (Riva del Garda > Arco, cronosquadre)
- 2013 (BMC Racing Team)

Classifica giovani Tour of Qatar
- 2014 (BMC Racing Team)

Classifica giovani Dubai Tour
- 2015 (BMC Racing Team)

Campionati del mondo, Cronosquadre
- 2016 (BMC Racing Team)

1ª tappa Tirreno-Adriatico (Lido di Camaiore, cronosquadre)
5ª tappa Eneco Tour (Sittard-Geleen, cronosquadre)

### Pista

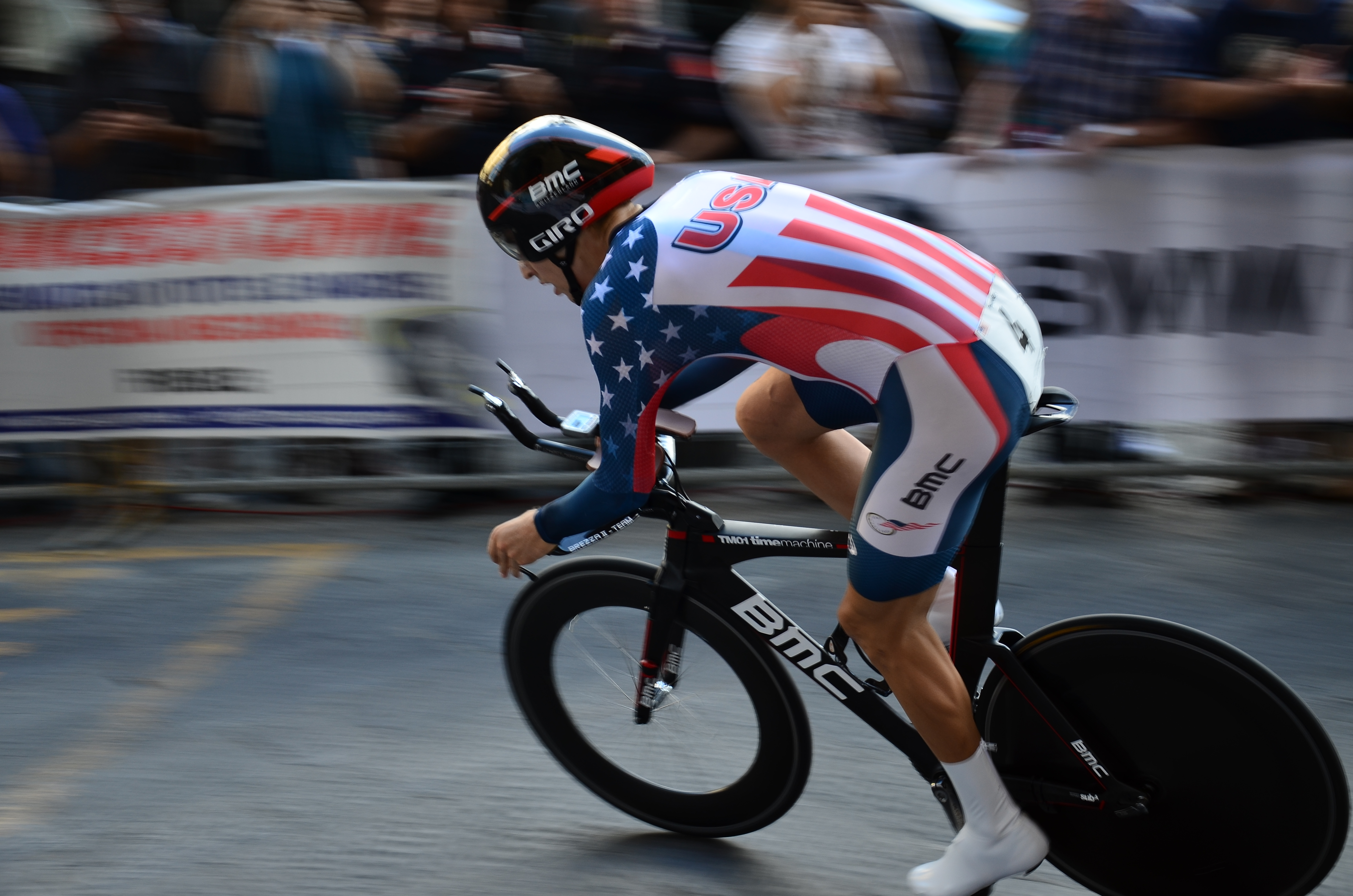
Phinney ai campionati mondiali su strada 2013

- 2007

Campionati del mondo, Inseguimento individuale Juniores
Campionati statunitensi, Inseguimento individuale
- 2008

3ª prova Coppa del mondo 2007-2008, Inseguimento individuale (Los Angeles)
Campionati statunitensi, Inseguimento individuale
Campionati statunitensi, Inseguimento a squadre
Campionati statunitensi, Chilometro a cronometro
- 2009

5ª prova Coppa del mondo 2008-2009, Inseguimento individuale (Copenaghen)
5ª prova Coppa del mondo 2008-2009, Chilometro (Copenaghen)
Campionati del mondo, Inseguimento individuale
Campionati statunitensi, Inseguimento individuale
Campionati statunitensi, Inseguimento a squadre
Campionati statunitensi, Corsa a punti
- 2010

Campionati del mondo, Inseguimento individuale

## Piazzamenti

### Grandi Giri
- Giro d'Italia

2012: 155º
2013: ritirato (16ª tappa)
- Tour de France

2017: 159º
2018: 136º
- Vuelta a España

2011: ritirato

### Classiche monumento
- Milano-Sanremo

2012: 113º
2013: 7º
2018: 154º
- Giro delle Fiandre

2014: 40º
2016: 61º
2017: ritirato
2018: 100º
2019: ritirato
- Parigi-Roubaix

2012: 15º
2013: 23º
2014: 30º
2016: 49º
2018: 8º
2019: ritirato

### Competizioni mondiali
- Campionati del mondo su strada

Aguascalientes 2007 - Cronometro Juniores: vincitore
Città del Capo 2008 - Cronometro Juniores: 3º
Melbourne 2010 - Cronometro Under-23: vincitore
Melbourne 2010 - In linea Under-23: 3º
Copenaghen 2011 - Cronometro Elite: 15º
Copenaghen 2011 - In linea Elite: 24º
Limburgo 2012 - Cronosquadre: 2º
Limburgo 2012 - Cronometro Elite: 2º
Limburgo 2012 - In linea Elite: 98º
Toscana 2013 - Cronosquadre: 4º
Toscana 2013 - Cronometro Elite: 5º
Toscana 2013 - In linea Elite: ritirato
Richmond 2015 - Cronosquadre: vincitore
Richmond 2015 - Cronometro Elite: 12º
Richmond 2015 - In linea Elite: 85º
Doha 2016 - Cronosquadre: 2º
Doha 2016 - Cronometro Elite: 15º
Doha 2016 - In linea Elite: 43º
- Campionati del mondo su pista

Manchester 2008 - Inseguimento individuale: 8º
Pruszków 2009 - Inseguimento individuale: vincitore
Pruszków 2009 - Chilometro da fermo: 2º
Pruszków 2009 - Omnium: 6º
Ballerup 2010 - Inseguimento individuale: vincitore
Ballerup 2010 - Omnium: 3º
- Giochi olimpici

Pechino 2008 - Inseguimento individuale: 8º
Londra 2012 - In linea: 4º
Londra 2012 - Cronometro: 4º
Rio de Janeiro 2016 - In linea: ritirato
Rio de Janeiro 2016 - Cronometro: 22º